# Sanys terranea
Sanys terranea là một loài bướm đêm trong họ Erebidae.